# FISU 세계 대학 경기 대회

FISU 세계 대학 경기 대회의 깃발

FISU 세계 대학 경기 대회(FISU世界大學競技大會, 영어: FISU World University Games)는 국제 대학 스포츠 연맹(FISU)이 주최하는 종합 스포츠 대회로 세계 대학 경기 대회(世界大學競技大會, 영어: World University Games) 또는 세계 학생 경기 대회(世界學生競技大會, 영어: World Student Games)로도 알려져 있다. 2020년 7월 이전까지 대학을 의미하는 영어 단어 유니버시티(University)와 올림피아드의 합성어인 유니버시아드(영어: Universiade)라는 명칭을 사용했으나 국제 대학 스포츠 연맹이 연맹 산하 대회들의 명칭을 브랜드화하면서 대회의 공식 명칭을 '유니버시아드'에서 'FISU 세계 대학 경기 대회'로 변경했다.
1923년 프랑스 파리에서 열린 '국제대학선수권대회'가 효시이며 '유니버시아드'란 명칭은 1959년 토리노 대회부터 사용되었다. 하계 대회는 2년마다 홀수 년에 열리며, 동계 대회도 1960년 동계 유니버시아드를 시작으로 2년마다 짝수 해에 열렸지만, 1981년 동계 유니버시아드 때부터 홀수 해로 고정되어 열리고 있다. 공식 대회가는 요하네스 브람스가 작곡한 대학 축전 서곡으로 개회식과 폐회식, 그리고 각 종목의 시상식 때 연주된다.

## 역사
20세기 초 피에르 드 쿠베르탱이 창시한 올림픽 대회에 영감을 받아 "대학생들의 올림픽 대회"를 만들고 싶어했던 프랑스인 장 프티장(프랑스어: Jean Petitjean)은 쿠베르탱과 대학생 올림픽 대회 창설에 관해 의견을 나누었고, 쿠베르탱은 대회 창설에 긍정적이지만 대회 명칭에 '올림픽'을 사용하면 안 된다고 프티장에게 말했다. 프티장과 이후 국제학생연합(CIE)은 국제대학선수권대회(영어: International Universities Championships)를 창설해 1923년 프랑스의 파리에서 첫 국제대학선수권대회를 개최했다.
이후 국제대학선수권대회는 1924년 명칭을 하계학생세계선수권대회(영어: Summer Student World Championships)로 바꿔 폴란드의 바르샤바에서 개최되었고 1930년 국제대학경기대회(영어: International University Games)로 다시 명칭을 바꿔 1947년까지 개최되었다. 나치 독일의 안슐루스 이후 민족사회주의 독일 학생동맹이 CIE에서 탈퇴해 1939년 8월 몬테카를로에서 열린 CIE의 국제대학경기대회와 별개로 1939년 8월 빈에서 국제대학경기대회를 개최했고 제2차 세계 대전이 발발하면서 주요 국제 학생 스포츠 활동들은 모두 중단되었다.
제2차 세계 대전의 여파와 국제 학생 연합의 해체, 다른 국제 대학 경기 대회 관련 단체들의 발족으로 인해 국제 학생 스포츠 활동들은 주최 단체 별로 나뉘어 진행되었다. 1947년부터 1962년까지 국제학생연맹(UIE)이 세계청년학생축전에 대학생 스포츠 경기들을 통합해 동유럽 국가들의 학생들을 대상으로 국제대학경기대회를 진행했다. 1949년 국제 대학 스포츠 연맹(FISU)이 창설되었고 FISU는 그 해에 이탈리아의 메라노에서 하계국제대학스포츠주간(영어: Summer International University Sports Week)이라는 대회를 개최했다. 하계국제대학스포츠주간은 1955년까지 2년마다 개최되었고 세계청년학생축전과는 달리 서유럽 국가들의 학생들이 주로 참가했다.
FISU가 주관하는 대회와 UIE가 주관하는 대회는 1957년 파리에서 열린 1957년 세계 대학 경기 대회 이후 통합될 조짐을 보였다. 이 대화는 FISU와 UIE 양 단체에 소속되지 않았던 장 프티장과 파리 위니베르시테 클뤼브(프랑스어: Paris Université Club, Paris UC, PUC)가 주관했고 서유럽 국가들과 동유럽 국가들의 학생들이 제2차 세계 대전 이후 처음으로 대학경기대회에 함께 참가했다. 이후 FISU가 1957년 대회를 계승했고 2년마다 개최되는 대회 형식을 유지한 채 1959년 첫 번째 유니버시아드를 개최했다. 1959년 대회에서는 유럽의 대학생들 뿐만 아니라 브라질, 일본, 미국의 대학생들 또한 참가하며 유럽을 넘은 국제 대학생들의 스포츠 대회가 이루어졌고 참가국들의 증가는 유니버시아드가 전세계 대학생들의 주요 국제 스포츠 선수권 대회가 되는데 기여했다.

#### 1959년 유니버시아드의 선구자들
아래 명단에 있는 대회들은 1959년 하계 유니버시아드가 시작되기 이전에 진행되었던 국제 대학 경기 대회이다.
| #  | 연도 | 대회 명칭              | 주최 단체 | 주최 도시    | 주최 국가                |
| -- | ---- | ---------------------- | --------- | ------------ | ------------------------ |
| 1  | 1923 | 국제대학선수권대회     | CIE       | 파리         | 프랑스 제3공화국         |
| 2  | 1924 | 하계학생세계선수권대회 | CIE       | 바르샤바     | 폴란드 제2공화국         |
| 3  | 1927 | 하계학생세계선수권대회 | CIE       | 로마         | 이탈리아 왕국            |
| 4  | 1928 | 하계학생세계선수권대회 | CIE       | 파리         | 프랑스 제3공화국         |
| 5  | 1930 | 국제대학경기대회       | CIE       | 다름슈타트   | 바이마르 공화국          |
| 6  | 1933 | 국제대학경기대회       | CIE       | 토리노       | 이탈리아 왕국            |
| 7  | 1935 | 국제대학경기대회       | CIE       | 부다페스트   | 헝가리 왕국              |
| 8  | 1937 | 국제대학경기대회       | CIE       | 파리         | 프랑스 제3공화국         |
| 9  | 1939 | 국제대학경기대회       | CIE       | 몬테카를로   | 모나코                   |
| 10 | 1939 | 국제대학경기대회       | NSDStB    | 빈           | 나치 독일                |
| 11 | 1947 | 국제대학경기대회       | CIE       | 파리         | 프랑스 제4공화국         |
| 12 | 1947 | 세계청년학생축전       | UIE       | 프라하       | 체코슬로바키아           |
| 13 | 1949 | 세계청년학생축전       | UIE       | 부다페스트   | 헝가리 제2공화국         |
| 14 | 1949 | 하계국제대학스포츠주간 | FISU      | 메라노       | 이탈리아                 |
| 15 | 1951 | 세계청년학생축전       | UIE       | 동베를린     | 동독                     |
| 16 | 1951 | 하계국제대학스포츠주간 | FISU      | 룩셈부르크   | 룩셈부르크               |
| 17 | 1953 | 세계청년학생축전       | UIE       | 부쿠레슈티   | 루마니아 사회주의 공화국 |
| 18 | 1953 | 하계국제대학스포츠주간 | FISU      | 도르트문트   | 서독                     |
| 19 | 1955 | 세계청년학생축전       | UIE       | 바르샤바     | 폴란드 인민공화국        |
| 20 | 1955 | 하계국제대학스포츠주간 | FISU      | 산세바스티안 | 스페인                   |
| 21 | 1957 | 세계청년학생축전       | UIE       | 모스크바     | 소련                     |
| 22 | 1957 | 세계대학경기대회       | Paris UC  | 파리         | 프랑스 제4공화국         |
| 23 | 1959 | 세계청년학생축전       | UIE       | 빈           | 오스트리아               |

## 참가 자격 및 종목
FISU 세계 대학 경기 대회의 참가 자격은 대회 개최 년도의 1월 1일을 기준으로 현재 17세 이상 28세 이하의 대학생·대학원생과 대회 개최 바로 전년도에 학위를 받은 졸업생에게 주어진다. 하계 대회 종목으로는 육상 경기·수영·수구·테니스·축구·펜싱·농구·배구·체조 경기·요트·유도 등이 있으며, 동계 대회 종목으로는 스케이트·스키 등이 있다.

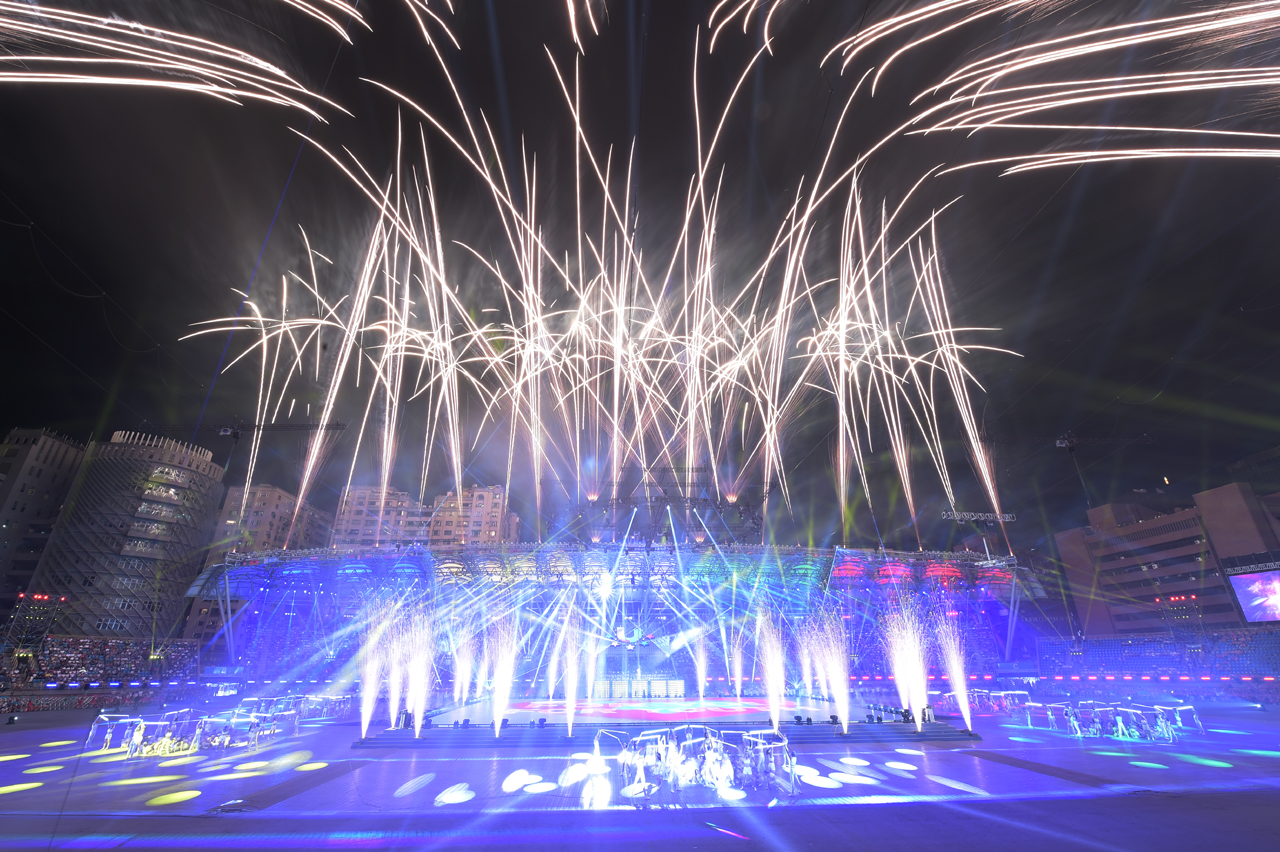
개회식, 중화 타이베이. (2017)

## 역대 개최지 및 개최 연도
| 연도 | 회 | 하계 유니버시아드      | 회 | 동계 유니버시아드                 |
| ---- | -- | ---------------------- | -- | --------------------------------- |
| 1959 | 1  | 이탈리아 토리노        |    |                                   |
| 1960 |    | —                      | 1  | 프랑스 샤모니                     |
| 1961 | 2  | 불가리아 소피아        |    | —                                 |
| 1962 |    | —                      | 2  | 스위스 빌라르쉬르올롱             |
| 1963 | 3  | 브라질 포르투알레그리  |    | —                                 |
| 1964 |    | —                      | 3  | 체코슬로바키아 슈핀들레루프믈린   |
| 1965 | 4  | 헝가리 부다페스트      |    | —                                 |
| 1966 |    | —                      | 4  | 이탈리아 세스트리에레             |
| 1967 | 5  | 일본 도쿄              |    | —                                 |
| 1968 |    | —                      | 5  | 오스트리아 인스브루크             |
| 1970 | 6  | 이탈리아 토리노        | 6  | 핀란드 로바니에미                 |
| 1972 |    | —                      | 7  | 미국 레이크플래시드               |
| 1973 | 7  | 소련 모스크바          |    | —                                 |
| 1975 | 8  | 이탈리아 로마          | 8  | 이탈리아 리비뇨                   |
| 1977 | 9  | 불가리아 소피아        |    | —                                 |
| 1978 |    | —                      | 9  | 체코슬로바키아 슈핀들레루프믈린   |
| 1979 | 10 | 멕시코 멕시코시티      |    | —                                 |
| 1981 | 11 | 루마니아 부쿠레슈티    | 10 | 스페인 하카                       |
| 1983 | 12 | 캐나다 에드먼턴        | 11 | 불가리아 소피아                   |
| 1985 | 13 | 일본 고베              | 12 | 이탈리아 벨루노                   |
| 1987 | 14 | 유고슬라비아 자그레브  | 13 | 체코슬로바키아 슈트르프스케플레소 |
| 1989 | 15 | 서독 뒤스부르크        | 14 | 불가리아 소피아                   |
| 1991 | 16 | 영국 셰필드            | 15 | 일본 삿포로                       |
| 1993 | 17 | 미국 버펄로            | 16 | 폴란드 자코파네                   |
| 1995 | 18 | 일본 후쿠오카          | 17 | 스페인 하카                       |
| 1997 | 19 | 이탈리아 시칠리아      | 18 | 대한민국 무주, 전주               |
| 1999 | 20 | 스페인 팔마데마요르카  | 19 | 슬로바키아 포프라트               |
| 2001 | 21 | 중화인민공화국 베이징  | 20 | 폴란드 자코파네                   |
| 2003 | 22 | 대한민국 대구          | 21 | 이탈리아 타르비시오               |
| 2005 | 23 | 튀르키예 이즈미르      | 22 | 오스트리아 인스브루크             |
| 2007 | 24 | 태국 방콕              | 23 | 이탈리아 토리노                   |
| 2009 | 25 | 세르비아 베오그라드    | 24 | 중화인민공화국 하얼빈             |
| 2011 | 26 | 중화인민공화국 선전    | 25 | 튀르키예 에르주룸                 |
| 2013 | 27 | 러시아 카잔            | 26 | 이탈리아 트렌토                   |
| 2015 | 28 | 대한민국 광주          | 27 | 스페인 그라나다                   |
| 2015 | 28 | 대한민국 광주          | 27 | 슬로바키아 슈트르프스케플레소     |
| 2017 | 29 | 중화 타이베이 타이베이 | 28 | 카자흐스탄 알마티                 |
| 2019 | 30 | 이탈리아 나폴리        | 29 | 러시아 크라스노야르스크           |
|      |    |                        | 30 | 스위스 루체른                     |

| 연도 | 회 | FISU 하계 세계 대학 경기 대회 | 회 | FISU 동계 세계 대학 경기 대회 |
| ---- | -- | ----------------------------- | -- | ----------------------------- |
| 2021 | 31 | 중화인민공화국 청두           |    |                               |
| 2023 | 32 | 러시아 예카테린부르크         | 31 | 미국 레이크플래시드           |
| 2025 | 32 | 독일 라인-루르 지방           | 32 | 이탈리아 토리노               |
| 2027 | 33 | 대한민국 충청권               | 33 |                               |
| 2029 | 34 | 미국 노스캐롤라이나           |    |                               |

- 2021년 동계 유니버시아드는 코로나19 범유행의 여파로 인하여 취소되었다.
- 2021년 FISU 하계 세계 대학 경기 대회는 코로나19 범유행의 여파로 인하여 2년 연기되었다.
- 2023년 FISU 하계 세계 대학 경기 대회는 2022년 러시아의 우크라이나 침공의 여파로 인하여 취소되었다.
- 2020년 7월 국제 대학 스포츠 연맹이 대회 공식 명칭을 변경하면서 2021년 하계 대회부터 'FISU 세계 대학 경기 대회'라는 명칭이 적용되었다.[8]

## 같이 보기
- 국제 대학 스포츠 연맹
- 짐네시아드

## 참고 문헌
- 이 문서에는 다음커뮤니케이션(현 카카오)에서 GFDL 또는 CC-SA 라이선스로 배포한 글로벌 세계대백과사전의 내용을 기초로 작성된 글이 포함되어 있습니다.